# Asszinti orogén ciklus
Az asszinti orogén ciklus a neoproterozoikum hegységképződési periódusa. Két fázisból tevődik össze, a konkpidi orogén fázisból és az asszinti orogén fázisból. A periódus Nyugat-Ausztrália, Dél-Amerika és Afrika néhány őshegységének kiemelkedésével kezdődött, ami a második szakaszban az európai térségre is áttevődött.
A hegységképző mozgások a neoproterozoikum kriogén időszakában kezdődtek és nagyjából 200 millió éven át tartottak. Jelentős szerepe lehetett abban, hogy a „hógolyó-Föld” felszíne ismét jégmentessé válhatott. Ezt az éghajlatváltoztató szerepet mind a kiemelkedésekkel és szubdukcióval járó szinorogén és szubszekvens vulkanizmus közvetlen hőleadása, mind az ezzel párhuzamos erős szén-dioxid-kibocsátás erősítette. Az ediakara időszakban már vannak vöröshomokkő, tillites kőzetek és agyagpala-előfordulások is. Ezek sivatagos, jeges és mérsékelt éghajlati öveket mutató üledékes kőzetek.
A kriogén végére jelentősen megváltozott a tengervizek oldottanyag-tartalma is, ami elősegítette az ediakara-fauna kialakulását, lehetővé tette a vázépítő szervezetek megjelenését. Ezért az ediakarából származnak a legkorábbi magas szervezettségű élőlények nyomai, ez okkozza a kambriumi robbanás látszatát.